# Selbunga (kulle i Island, Norðurland vestra)
Selbunga är en kulle i republiken Island. Den ligger i regionen Norðurland vestra, 170 km nordost om huvudstaden Reykjavík. Toppen på Selbunga är 451 meter över havet, eller 101 meter över den omgivande terrängen. Bredden vid basen är 1,4 km.
Trakten runt Selbunga är nära nog obefolkad, med mindre än två invånare per kvadratkilometer. Det finns inga samhällen i närheten. Trakten runt Selbunga består i huvudsak av gräsmarker.